# Chlorops
Chlorops is een vliegengeslacht uit de familie van de halmvliegen (Chloropidae).

## Soorten
- C. adamsi Sabrosky, 1935
- C. adjunctus Becker, 1910
- C. alpicolus Becker, 1910
- C. amabilis Duda, 1933
- C. angustifrons Becker, 1910
- C. annulipes Macquart, 1835
- C. anthracophagoideus Strobl, 1901
- C. atra Macquart, 1851
- C. babosae Dely-Draskovits, 1978
- C. bohemicus Zuska, 1960
- C. brevifrons Loew, 1866
- C. brunnipennis Becker, 1912
- C. calceatus Meigen, 1830
- C. centromaculatus (Duda, 1933)
- C. certima Adams, 1904
- C. cinerapennis Adams, 1903
- C. cinerellus Séguy, 1934
- C. constricta Becker, 1912
- C. crocota Loew, 1863
- C. dasycerus Loew, 1866
- C. declinata (Becker, 1912)
- C. dissimulans (Duda, 1933)
- C. egregia Becker, 1912
- C. emiliae Smirnov, 1967
- C. fasciatus Meigen, 1830
- C. figuratus (Zetterstedt, 1848)
- C. finitimus Becker, 1910
- C. flavipilus Smirnov, 1964
- C. frontosus Meigen, 1830
- C. geminatus Meigen, 1830
- C. genarum Becker, 1912
- C. gracilis Meigen, 1830
- C. hypostigma Meigen, 1830
- C. infumatus (Becker, 1910)
- C. interruptus Meigen, 1830
- C. kirigaminensis Kanmiya, 1978
- C. laccatus Nartshuk, 2002
- C. laetus Meigen, 1830
- C. laevis Becker, 1912
- C. languida Becker, 1912
- C. lasciva Adams, 1904
- C. limbatus Meigen, 1830
- C. liturata Adams, 1903
- C. longipalpis (Duda, 1933)
- C. longulus Meigen, 1838
- C. marchali Mesnil in Balachowki & Mesnil, 1935
- C. meigenii Loew, 1866
- C. melanocera Loew, 1863
- C. nigrimanus Macquart, 1835
- C. nigripalpis (Duda, 1933)
- C. nigroscutellatus (Duda, 1933)
- C. novakii Strobl, 1902
- C. oblita Becker, 1912
- C. obscurellus (Zetterstedt, 1838)

- C. obscuricornis Loew, 1863
- C. palpalis Adams, 1903
- C. palpatus Smirnov, 1959
- C. pallidiventris (Duda, 1933)
- C. pallifrons Strobl, 1909
- C. pannonicus Strobl, 1893
- C. pennatus (Duda, 1933)
- C. perflava Walker, 1849
- C. planifrons (Loew, 1866)
- C. producta Loew, 1863
- C. proximus Say, 1830
- C. pubescens Loew, 1863
- C. pumilionis

Gele halmvlieg (Bjerkander, 1778)
- C. puncticornis Loew, 1866
- C. quercophila Beschovski, 1979
- C. rectinervis Becker, 1912
- C. ringens Loew, 1866
- C. riparius Smirnov, 1958
- C. rossicus Smirnov, 1955
- C. rubicunda Adams, 1903
- C. rubrivittata Adams, 1904
- C. rufescens Coquillett, 1910
- C. rufinus (Zetterstedt, 1848)
- C. rufiventris Macquart, 1835
- C. ruginosa Becker, 1912
- C. sabulona Becker, 1912
- C. sahlbergii Loew, 1863
- C. scalaris Meigen, 1830
- C. scutellaris (Zetterstedt, 1838)
- C. seminigra Becker, 1912
- C. serenus Loew, 1866
- C. signatus Dely-Draskovits, 1978
- C. socia Becker, 1912
- C. sordidella Becker, 1912
- C. speciosus Meigen, 1830
- C. stigmata Becker, 1912
- C. stigmaticalis Becker, 1912
- C. strigulus (Fabricius, 1794)
- C. subnigra Coquillett, 1910
- C. sulphurea Loew, 1863
- C. suturalis Séguy, 1934
- C. tarsalis Becker, 1912
- C. tectifrons Becker, 1910
- C. testacea Macquart, 1851
- C. triangularis Becker, 1910
- C. troglodytes (Zetterstedt, 1848)
- C. varsoviensis Becker, 1910
- C. zernyi (Duda, 1933)